# A Clouded Name
A Clouded Name è un film del 1923 diretto da Austin O. Huhn.

## Produzione
Il film fu prodotto dalla Logan Productions.

## Distribuzione
Venne distribuito in sala dalla Playgoer's Pictures il 18 febbraio 1923. Uscì anche con il titolo alternativo A Clouded Mind.

## Trama
Jim Allen si reca in visita nella casa di campagna di Stewart Leighton, cercando di evitare l'incontro con la sua ex fidanzata, Marjorie Dare con la quale anni prima aveva rotto dopo la morte della madre di lei e la scomparsa del padre di lui.
Mentre passeggia per i boschi, Jim incontra una ragazzina, Smiles, di cui si prende cura uno stravagante vecchio, Ben Tangleface.
Leighton, intanto, corteggia Marjorie. Puntando al denaro della ragazza, l'uomo cerca di forzarla ad accettarlo ma Marjorie si salva dai suoi assalti grazie all'intervento di Jim. A vedere Leighton, il vecchio Ben ha un sussulto, ricorda qualcosa e lo uccide. La spiegazione del mistero verrà svelata quando si scoprirà che Smiles è la sorella di Dorothy e che il vecchio Ben è il padre di Jim, scomparso anni prima dopo che era stato ferito da Leighton, il vero assassino della madre di Marjorie.